# John Carradine

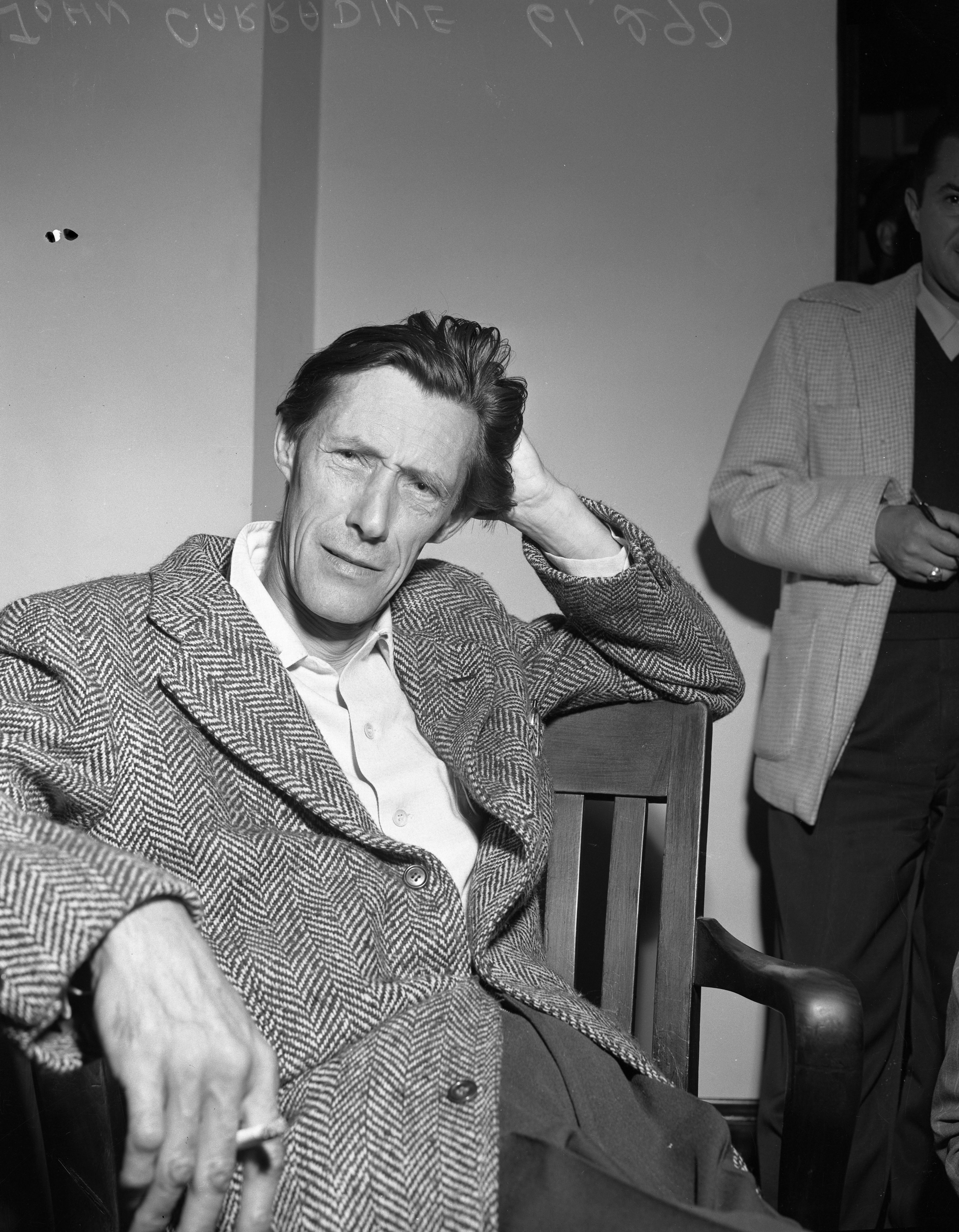
John Carradine 1953

John Carradine (* 5. Februar 1906 in Greenwich Village, New York City; † 27. November 1988 in Mailand, Italien; eigentlich Richmond Reed Carradine) war ein US-amerikanischer Schauspieler. Mit seiner 50-jährigen Hollywoodkarriere zählt er zu den Schauspielern mit den meisten im Abspann erwähnten Filmauftritten, wobei er meist Nebenrollen an den Seiten der großen Stars spielte. Viele Male arbeitete er mit den Regisseuren John Ford und Cecil B. DeMille zusammen. John Carradine war der Vater der Schauspieler David, Keith und Robert Carradine.

## Karriere

### Die Anfänge
John Carradine studierte Bildhauerei und machte erste Theatererfahrungen in New Orleans. 1927 kam er nach Los Angeles. Zu Beginn seiner Karriere spielte Carradine kleine Nebenrollen unter dem Pseudonym „John Peter Richmond“; unter anderem wirkte er in den Monumentalfilmen Im Zeichen des Kreuzes (1932) mit Charles Laughton und Fredric March und Cleopatra (1934) mit Claudette Colbert mit; bei beiden Filmen führte Cecil B. DeMille Regie. Zum Jahreswechsel 1934/1935 änderte er sein Pseudonym; fortan nannte er sich „John Carradine“. Zu dieser Zeit erhielt John Carradine auch seine ersten Rollen in Horrorfilmen. In Die schwarze Katze (1934) spielte er neben Boris Karloff und Bela Lugosi eine kleine Rolle als Teufelsanbeter; in Frankensteins Braut (1935) einen Dorfbewohner.

### Nebendarsteller im klassischen Hollywood
Ab Mitte der 1930er Jahre wurden John Carradines Rollen langsam größer. Er wurde während dieser Zeit einer der Lieblingsschauspieler des Regisseurs John Ford; Ford und Carradine arbeiteten von 1936 bis 1964 bei insgesamt elf Filmen zusammen.
In Maria von Schottland (1936), spielte er an der Seite von Frederic March und Katharine Hepburn David Rizzio, den Privatsekretär von Maria Stuart. In Der Gefangene der Haifischinsel (1936), der Geschichte des Arztes Dr. Mudd, der unwissentlich den Mörder von Abraham Lincoln behandelte, spielte John Carradine einen unsympathischen Gefängniswärter, genau wie in dem Drama … dann kam der Orkan (1937). In dem Drama Vier Mann – Ein Schwur (1938) mit David Niven spielte Carradine einen General, in dem Kriegsfilm Submarine Patrol (ebenfalls 1938) eine kleine Rolle als Liebhaber. In Trommeln am Mohawk (1939), einem Western, der zur Zeit des Unabhängigkeitskriegs spielt, verkörperte John Carradine an der Seite von Henry Fonda und Claudette Colbert den eine Augenklappe tragenden Politiker Caldwell, der mit den Engländern sympathisiert.
In John Fords Filmklassiker Ringo (1939), durch den John Wayne zum Filmstar wurde, verkörperte Carradine eine seiner bekanntesten Rollen: den eleganten Glücksspieler Hatfield, der am Ende von den Apachen getötet wird. Ähnlich bekannt ist auch seine Rolle in Früchte des Zorns (1940), Fords Verfilmung des gleichnamigen Romans von John Steinbeck, hier spielte er an der Seite von Henry Fonda den ehemaligen Prediger Casey, der mutig für die Rechte der Arbeiter eintritt und dafür von einem Farmer getötet wird. In dem Drama Das letzte Hurra (1958) mit Spencer Tracy und Basil Rathbone verkörperte John Carradine den Politiker Amos Force. Danach drehte er unter Fords Regie noch den Western Der Mann, der Liberty Valance erschoß (1962), an der Seite von James Stewart, John Wayne und Lee Marvin, und zuletzt Cheyenne (1964) mit Richard Widmark in der Hauptrolle sowie Karl Malden und Edward G. Robinson in weiteren Nebenrollen.
Auch abseits von Ford-Filmen war Carradine öfters in Western zu sehen. Er spielte neben Burt Lancaster und Walter Matthau (in seiner ersten Filmrolle überhaupt) in Der Mann aus Kentucky (1955), an der Seite von Joan Crawford und Sterling Hayden in Johnny Guitar – Wenn Frauen hassen (1954) oder neben Alan Ladd und Olivia de Havilland in Der stolze Rebell (1958), dort hatte er einen kurzen Auftritt als Handelsreisender in der Anfangsszene.
John Carradine spielte üblicherweise in Nebenrollen, galt in diesen aber als einer der vielseitigsten in der „Goldenen Ära Hollywoods“. Er spielte viele Schurken, wie etwa mit seiner Verkörperung von Reinhard Heydrich in Hitler’s Madman von Douglas Sirk (1943), aber auch ehrenhafte und sympathische Charaktere wie US-Präsident Abraham Lincoln in Of Human Hearts (1938). Er arbeitete mit vielen berühmten Kollegen zusammen, zum Beispiel mit Frederic March in Die Elenden (1935), einer Verfilmung des gleichnamigen Romans von Victor Hugo und in Die Abenteuer Mark Twains (1944), einem Film über das Leben von Mark Twain. Mit Peter Ustinov trat er in Sinuhe der Ägypter (1954) auf, mit Jerry Lewis und Peter Lorre in Die Heulboje (1964), einer seiner seltenen Komödien. Mit Peter Lorre drehte John Carradine auch den Abenteuerfilm Hell Ship Mutiny (1957), in dem Carradine den Verbrecher Malone und Lorre den korrupten Richter Lamouet, der mit Malone gemeinsame Sache macht, spielten, sowie zwei Mr.-Moto-Filme. Zusammen mit Lorre und etlichen anderen bekannten Schauspielern war er 1957 in The Story of Mankind zu sehen.
Neben vielen anderen namhaften Darstellern wirkte John Carradine 1956 in In 80 Tagen um die Welt mit, der klassischen Verfilmung des gleichnamigen Romans von Jules Verne. Er ist in der Rolle des Oberst Stamp-Proctor zu sehen, der sich mit Phileas Fogg (dargestellt von David Niven) während dessen Zugfahrt durch den Wilden Westen anlegt. Im selben Jahr wirkte Carradine auch in Die zehn Gebote mit, einer Bibelverfilmung über Moses und den Auszug der Israeliten aus Ägypten. Neben Charlton Heston als Moses und Yul Brynner als Pharao spielte Carradine die Rolle des Aaron.

### Horrorfilme und B-Movies
In den 1940er Jahren verkörperte John Carradine in den Horrorfilmen Frankensteins Haus (1944) und Draculas Haus (1945) den Grafen Dracula – zuvor Bela Lugosis Paraderolle, wobei Carradine der Beschreibung der Figur in Bram Stokers Roman um einiges näher kam. Drei Monate nach dem Tod von Lugosi war Carradine erneut als Dracula zu sehen: in dem Fernsehfilm Dracula von 1956, aus der Serie Matinee Theater (Regie: Lamont Johnson), der Film gilt heute als verschollen. Weitere Auftritte als Dracula hatte er in Billy the Kid Versus Dracula (1966), einer Mischung aus Horrorfilm und Western, und in der Horrorkomödie Dracula auf Abwegen (1979). Den Diener des Grafen Dracula spielte er 1969 in dem billig produzierten Horrorfilm Dracula und seine Opfer.
John Carradine drehte ab den 1940er Jahren zahlreiche Horror- und/oder Science-Fiction-Filme, mitunter ohne künstlerischen Anspruch, in denen er aber auch ein paar seiner seltenen Hauptrollen erhielt – so etwa als Mad Scientist in Captive Wild Woman von Edward Dmytryk (1943) oder als wahnsinniger Serienkiller und Künstler in Bluebeard von Edgar G. Ulmer (1944). Carradine war oft aus Geldnot gezwungen, viele dieser Rollen anzunehmen – er versuchte beispielsweise eigene Theaterprojekte zu finanzieren und musste für mehrere Ex-Frauen und Kinder aufkommen. Mit Bela Lugosi drehte er Voodoo Man (1944) und Return of the Ape Man (1944), in denen Lugosi verrückte Wissenschaftler und Carradine seinen Assistenten verkörperte. Carradine wirkte auch neben Basil Rathbone in Die Schreckenskammer des Dr. Thosti (1956) mit, Bela Lugosis vorletztem Film.
Seinen letzten sehenswerten Horrorfilm drehte John Carradine 1982: in Das Haus der langen Schatten spielte er den englischen Lord Grisbane. Das Haus der langen Schatten war dabei keine Billigproduktion; in weiteren Rollen wirkten Vincent Price, Christopher Lee und Peter Cushing mit.

### Späte Karriere
Sein Broadway-Debüt hatte Carradine 1962 in dem Musical A Funny Thing Happened on the Way to the Forum von Stephen Sondheim in der Rolle des Lycus.
In den 1970er Jahren trat John Carradine unter anderem unter der Regie von Woody Allen in der Komödie Was Sie schon immer über Sex wissen wollten, aber bisher nicht zu fragen wagten (1972) in der Rolle des verrückten Wissenschaftlers Dr. Bernardo auf. Unter der Regie von Elia Kazan spielte er in Der letzte Tycoon (1976), einer Verfilmung des gleichnamigen Romans von F. Scott Fitzgerald, neben Robert De Niro, Robert Mitchum und Ray Milland eine kleine Rolle als Fremdenführer.
Außerdem war er neben John Wayne, Lauren Bacall und James Stewart als makaber erscheinender Bestatter in Der letzte Scharfschütze (1976) zu sehen, John Waynes letztem Film. Eine seiner letzten Rollen spielte Carradine 1986 in Peggy Sue hat geheiratet an der Seite von Kathleen Turner und Nicolas Cage unter der Regie von Francis Ford Coppola. John Carradines Filmkarriere erstreckte sich von 1930 bis kurz vor seinem Tod 1988.

### Privatleben und Tod
Carradine war viermal verheiratet, unter anderem mit Sonia Sorel und zuletzt ab 1975 mit Emily Cisneros. Er hatte fünf Kinder – darunter die später selbst bekannten Schauspieler David, Keith und Robert Carradine. Im Alter litt Carradine an schmerzhafter und lähmender rheumatoider Arthritis, bevor er am 27. November 1988, 82-jährig im Krankenhaus Fatebenefratelli in Mailand, Italien, an multiplem Organversagen starb.

## Filmografie (Auswahl)

### Kinofilme und Fernsehfilme
- 1930: Tol’able David
- 1932: Im Zeichen des Kreuzes (The Sign of the Cross)
- 1933: Morgenrot des Ruhms (Morning Glory)
- 1933: Revolution der Jugend (This Day and Age)
- 1933: The Story of Temple Drake
- 1934: Die schwarze Katze (The Black Cat)
- 1934: Cleopatra
- 1935: Frankensteins Braut (The Bride of Frankenstein)
- 1935: Kampf um Indien (Clive of India)
- 1935: Die Elenden (Les Misérables)
- 1935: Der Mann, der die Bank von Monte Carlo sprengte (The Man Who Broke the Bank at Monte Carlo)
- 1936: Winterset
- 1936: Sonnenmädel (Dimples)
- 1936: Der Gefangene der Haifischinsel (The Prisoner of Shark Island)
- 1936: Maria von Schottland (Mary of Scotland)
- 1936: Der Garten Allahs (The Garden of Allah)
- 1937: … dann kam der Orkan (The Hurricane)
- 1937: Manuel (Captains Courageous)
- 1937: Mr. Moto und der China-Schatz (Thank You, Mr. Moto)
- 1937: Ali Baba geht in die Stadt (Ali Baba Goes to Town)
- 1937: Der letzte Gangster (The Last Gangster)
- 1937: Danger – Love at Work
- 1938: Vier Mann – ein Schwur (Four Men and a Prayer)
- 1938: Of Human Hearts
- 1939: Trommeln am Mohawk (Drums Along the Mohawk)
- 1939: Kettensträfling in Australien (Captain Fury)
- 1939: Der Hund von Baskerville (The Hound of the Baskervilles)
- 1939: Mr. Moto und die Flotte (Mr. Moto’s Last Warning)
- 1939: Ringo (Stagecoach)
- 1939: Jesse James, Mann ohne Gesetz (Jesse James)
- 1940: Treck nach Utah (Brigham Young – Frontiersman)
- 1940: Früchte des Zorns (The Grapes of Wrath)
- 1940: Rache für Jesse James (The Return of Frank James)
- 1941: Menschenjagd (Man Hunt)
- 1941: König der Toreros (Blood and Sand)
- 1941: In den Sümpfen (Swamp Water)
- 1941: Überfall der Ogalalla (The Western Union)
- 1942: Reunion in France
- 1942: Abenteuer in der Südsee (Son of Fury: The Story of Benjamin Blake)
- 1943: Hitler’s Madman
- 1943: Captive Wild Woman
- 1944: Die Abenteuer Mark Twains (The Adventures of Mark Twain)
- 1944: Der Unsichtbare nimmt Rache (The Invisible Man's Revenge)
- 1944: Voodoo Man
- 1944: Return of the Ape Man
- 1944: Frankensteins Haus (The House of Frankenstein)
- 1944: Bluebeard
- 1945: It’s in the Bag!
- 1945: Unter schwarzer Flagge (Captain Kidd)
- 1945: Draculas Haus (House of Dracula)
- 1947: Die Privataffären des Bel Ami (The Private Affairs of Bel Ami)
- 1954: Johnny Guitar – Wenn Frauen hassen (Johnny Guitar)
- 1954: Sinuhe der Ägypter (The Egyptian)
- 1955: Der Mann aus Kentucky (The Kentuckian)
- 1956: Die Schreckenskammer des Dr. Thosti (The Black Sleep)
- 1956: Die zehn Gebote (The Ten Commandments)
- 1956: In 80 Tagen um die Welt (Around the World in Eighty Days)
- 1956: Der Hofnarr (The Court Jester)
- 1957: Rächer der Enterbten (The True Story of Jesse James)
- 1957: The Story of Mankind
- 1957: Hell Ship Mutiny
- 1958: Der stolze Rebell (The Proud Rebel)
- 1958: Das letzte Hurra (The Last Hurrah)
- 1958: Half Human – The Story of the Abominable Snowman (US-Version; Originalversion: Jujin Yukiotoko, 1955)
- 1959: The Cosmic Man
- 1960: Sex Kittens Go to College
- 1960: Tarzan, der Gewaltige (Tarzan the Magnificent)
- 1962: Der Mann, der Liberty Valance erschoß (The Man Who Shot Liberty Valance)
- 1964: Die Heulboje (The Patsy)
- 1964: Cheyenne (Cheyenne Autumn)
- 1966: Billy the Kid vs. Dracula
- 1966: Gespensterparty (Munster, Go Home!)
- 1966: Night Train to Mundo Fine
- 1968: Astro-Zombies – Roboter des Grauens (The Astro-Zombies)
- 1969: Immer Ärger mit den Mädchen (The Trouble With Girls)
- 1969: Dracula und seine Opfer (Blood of Dracula’s Castle)
- 1969: Die Letzten vom Red River (The Good Guys and the Bad Guys)
- 1969: Fünf blutige Gräber (Five Bloody Graves)
- 1970: Big Foot – Das größte Monster aller Zeiten (Bigfoot)
- 1970: Myra Breckinridge – Mann oder Frau? (Myra Breckinridge)
- 1972: Was Sie schon immer über Sex wissen wollten, aber bisher nicht zu fragen wagten (Everything You Wanted to Know About Sex * (*but were afraid to ask))
- 1972: Die Faust der Rebellen (Boxcar Bertha)
- 1974: Abenteuer im Weltraum (Stowaway to the Moon), Fernsehfilm
- 1975: Reise ins Jenseits – Die Welt des Übernatürlichen (Journey Into the Beyond)
- 1976: Buffalo Bill und die Indianer (Buffalo Bill and the Indians)
- 1976: Der letzte Scharfschütze (The Shootist)
- 1976: Der letzte Tycoon (The Last Tycoon)
- 1977: Hexensabbat (The Sentinel)
- 1977: Rendezvous mit dem Tod (Golden Rendezvous)
- 1977: Shock Waves – Die aus der Tiefe kamen (Shock Waves)
- 1977: Der weiße Büffel (The White Buffalo)
- 1978: Missile X – Geheimauftrag Neutronenbombe (Allarme nucleare)
- 1978: The Bees – Operation Todesstachel (The Bees)
- 1979: Dracula auf Abwegen (Nocturna)
- 1980: Monster aus der Tiefe (Monster – The Legend that Became a Terror)
- 1981: Das Tier (The Howling)
- 1981: Goliath – Sensation nach 40 Jahren (Goliath Awaits)
- 1983: Das Haus der langen Schatten (House of the Long Shadows)
- 1984: Krieg der Eispiraten (The Ice Pirates)
- 1985: Jack-O (veröffentlicht 1995)
- 1986: Gefangene im Weltraum (Prison Ship)
- 1986: Das Geheimnis des Grabmals am Nil (The Tomb)
- 1986: Peggy Sue hat geheiratet (Peggy Sue Got Married)
- 1986: Überfall im Wandschrank (Monster in the Closet)
- 1988: Todesschrei im Mädchenpensionat (Buried Alive)

### Gastauftritte in Fernsehserien
- 1948: The Chevrolet Tele-Theatre (Folge: The Flattering Word)
- 1956–1965: Alfred Hitchcock Presents (Folgen: Appointment Of Eleanor; Death Scene)
- 1961: Bonanza (Folge 68: Frühlingserwachen)
- 1958: 77 Sunset Strip (Folge: Noch einmal gestern)
- 1964–1966: The Munsters (Folge: Hermans Chef Mr. Gateman)
- 1968: Die unverbesserlichen Drei (The Helicopter Spies), Zusammenschnitt zweier Folgen von The Man from U.N.C.L.E.
- 1974: Kung Fu (Folge: Caine und die Natur des Bösen)
- 1978: Starsky & Hutch (Folge: Heiße Würfel)
- 1984: Ein Colt für alle Fälle